# Prophets of Rage
Prophets of Rage é um supergrupo norte-americano de rap rock. Formada em 2016, a banda é composta pelos três membros do Rage Against the Machine e Audioslave (o baixista Tim Commerford, o guitarrista Tom Morello e o baterista Brad Wilk), dois membros do Public Enemy (DJ Lord e o rapper Chuck D), e o rapper B-Real do Cypress Hill.

## História
Morello declarou à Rolling Stone: "Somos uma força de elite de músicos revolucionários determinados a confrontar essa montanha de mentiras de ano de eleição, e confrontaremos isso com rajadas de Marshall."
O nome da banda deriva do título de canção do Public Enemy Prophets of Rage, do álbum de 1988, It Takes a Nation of Millions to Hold Us Back. Para coincidir com o concerto de protesto da banda na Convenção Nacional Republicana, onde foi lançado seu primeiro single, intitulado "Prophets of Rage".
De maio de 2016 até outubro de 2016, a banda embarcou em turnê pelos Estados Unidos, turnê esta intitulada como "Make America Rage Again Tour". O set list combinava o repertório de cada ex-banda dos componentes, bem como novo material escrito pela banda. A turnê prosseguirá durante o ano de 2017.

## Discografia
- Prophets Of Rage (2017)

## Integrantes
- Tom Morello – guitarra (2016–presente)
- Tim Commerford – baixo e vocais de apoio (2016–presente)
- Brad Wilk – bateria (2016–presente)
- DJ Lord – pick-ups (2016–presente)
- Chuck D – vocal (2016–presente)
- B-Real – vocal (2016–presente)